# Im Hjodzsun
Im Hjodzsun (Lim Hyo-jun) (hangul: 임효준, RR: Lim Hyo-jun; Tegu (Daegu), 1996. május 29. –) olimpiai bajnok dél-koreai rövidpályás gyorskorcsolyázó.

## Sportpályafutása
2012-ben, az ausztriai Innsbruckban megrendezésre kerülő I. téli ifjúsági olimpiai játékokon aranyérmet szerzett 1000 méteren, míg az 500 méter fináléját követően a dobogó második fokára állhatott fel.
A hazai rendezésű, 2018-as phjongcshangi téli olimpián (2018-as pyeongchangi téli olimpián Pyeongchang) 1500 méteren aranyérmes lett, ugyanakkor 500 méteren a harmadik helyen ért célba. A következő évben, a 2019-es szófiai világbajnokságon 1000 és 1500 méteren, a 3000 méteres szuperdöntő fináléjában, továbbá összetettben és a váltóval egyaránt az első helyen végzett.
2019 nyarán – szexuális zaklatás miatt – egy éves eltiltást kapott a Koreai Korcsolyázó Szövetségtől, és így a 2020. márciusi – ugyancsak hazai rendezésű – szöuli világbajnokságon nem indulhat el.